# 416 Ватикана
416 Ватика́на (416 Vaticana) — астероїд головного поясу, відкритий 4 травня 1896 року Огюстом Шарлуа у Ніцці.